# Fiorella Cayo
Fiorella Cayo Sanguineti (Lima, 25 de diciembre de 1975) es una actriz, bailarina, cantante y empresaria peruana.

## Biografía
Fiorella Cayo pertenece a una familia de talentos, sus hermanos son: Bárbara Cayo, Stephanie Cayo y Mario "Macs" Cayo. Estudió en el Colegio Reina de los Ángeles de La Molina. Una vez graduada, estudió la carrera de Ciencias Publicitarias.
Concursó a los 15 años, en el programa Buscando a la Paquita peruana,  (1991), conducido por la presentadora brasileña Xuxa.
Fue la coanimadora del programa de concurso El baúl de la felicidad. Su debut como actriz lo hizo en la telenovela Obsesión, compartiendo reparto con Christian Meier y Diego Bertie, siguiendo con un personaje protagónico en la serie de comedia Pisco Sour con Carlos Alcántara. Posteriormente protagonizó la telenovela juvenil Torbellino, que alcanzó mucho éxito a nivel nacional e internacional, donde además formó parte del grupo Torbellino siendo cantautora y uno de los personajes principales haciendo conciertos dentro y fuera del Perú. Luego, protagonizó la segunda parte de la novela “Boulevard Torbellino” componiendo y cantando la canción de apertura de la novela. El año siguiente, fue una de las conductoras del programa concurso A mil por hora.
En el año 1999 fundó la escuela integral de talentos "Dance Studio", donde se promueve el teatro, baile y canto para jóvenes, niños y adultos, donde han podido prepararse nuevos rostros de la televisión peruana como Carolina Cano, María Grazia Gamarra, Stephanie Cayo, Gisella Ponce de León, Raúl Suazo, entre otros.
Fiorella debutó como cantante lanzando el disco Torbellino, que recopilaba sus sencillos de las banda sonora de la telenovela Torbellino. Ella y su hermana Bárbara formaron un dúo y lanzaron el disco Versión 0.1, logrando un disco de platino.
Cayo concursó en el reality show de baile El gran show: primera temporada conducido por Gisela Valcárcel, donde obtuvo el segundo lugar tras tres meses de competencia. Gracias a su segundo puesto clasificó a la última temporada del año llamada El gran show: reyes del show, donde quedó en tercer lugar tras dos meses de competencia.

## Vida personal
Del 2003 al 2011 tuvo una relación con el argentino Edgardo Oliva Peirone, con quien tuvo a sus dos hijos, Facundo (conocido por interpretar a Matteo Ganoza en la serie De vuelta al barrio y cantante) y Mateo (modelo y realizador de directos).

## Filmografía
| Año       | Título                                     | Rol                                | Notas                       |
| --------- | ------------------------------------------ | ---------------------------------- | --------------------------- |
| 1993      | El baúl de la felicidad                    | Copresentadora                     |                             |
| 1996      | Pisco Sour                                 |                                    |                             |
| 1996      | Obsesión                                   | Alana "Lalita" / Muñeca            |                             |
| 1997-1998 | Torbellino/ Boulevard Torbellino           | Patricia "Patty" Campoverde Martel |                             |
| 1999      | A mil por hora                             | Presentadora                       | Programa concurso de verano |
| 2001      | Cazando a un millonario                    | Alicia                             |                             |
| 2016      | El gran show: primera temporada            | Participante                       | 2° puesto                   |
| 2016      | Anexo:El gran show (2016): reyes del show, | Participante                       | 3° puesto                   |
| 2017      | El Dorado                                  | Participante                       | 12° puesto                  |
| 2018      | Torbellino, 20 años después                | Patricia "Patty" Campoverde Martel |                             |
| 2021      | De vuelta al barrio                        | Claudia Sánchez-Iriarte            |                             |

## Discografía
- Torbellino
- Versión 0.1